# Nueva Asociación para el Desarrollo Económico de África

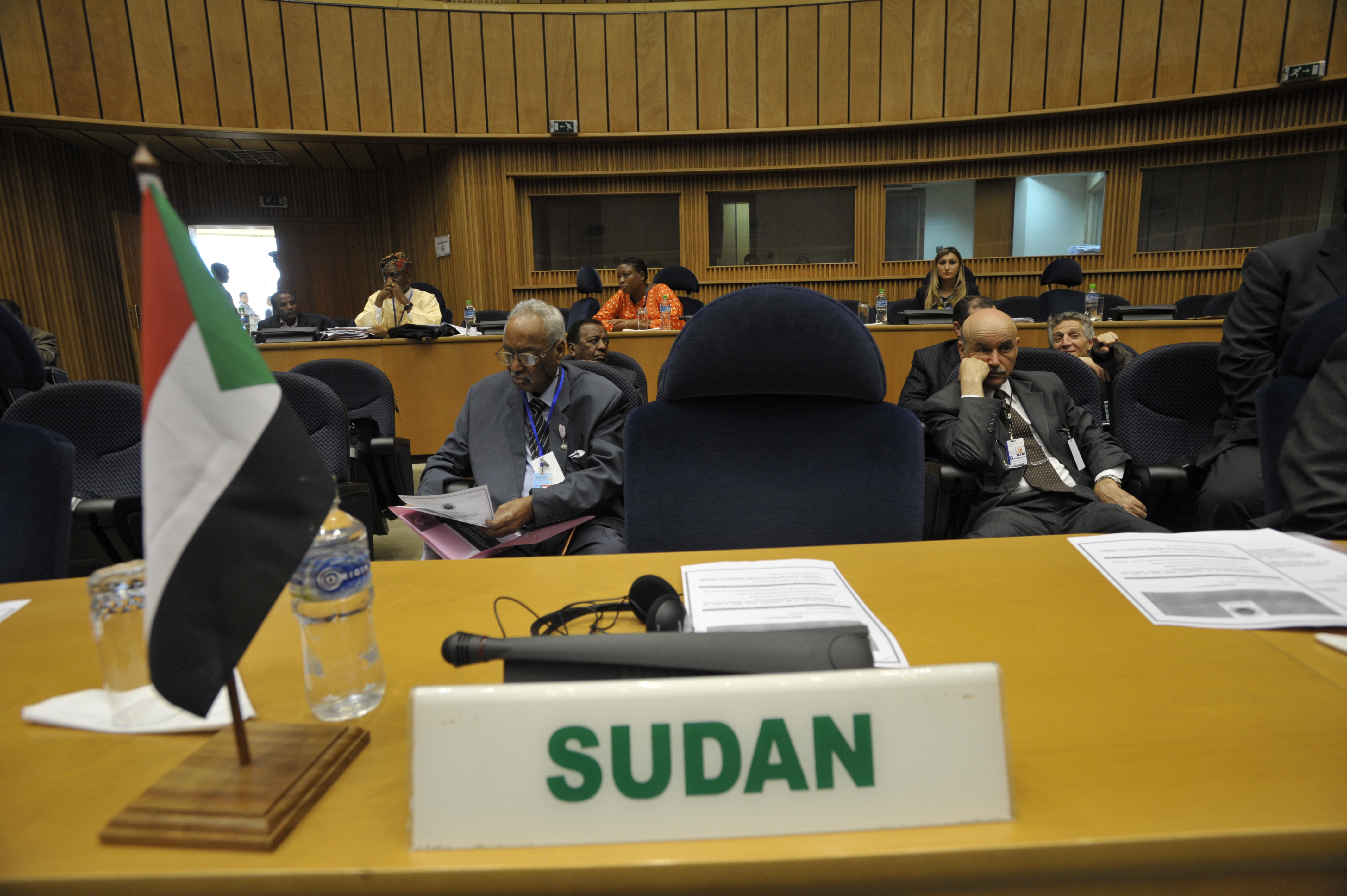
Silla del presidente de Sudán, Omar al-Bashir, durante la apertura del NEPAD en 2009 celebrado en Adís Abeba, Etiopía.

El NEPAD o Nueva Alianza para el Desarrollo de África es un plan de acción para el desarrollo económico dentro de la Unión Africana.
Nació en 2001 como una organización internacional con sede en Sudáfrica con el objetivo de erradicar la pobreza, promover el despegue económico y el desarrollo  del continente. Los países fundadores fueron: Argelia, Egipto, Nigeria, Senegal y Sudáfrica. El 12 de abril de 2008, en una cumbre en Dakar, se decidió su integración en la UA con el objeto de evitar confusiones entre las dos organizaciones.
En abril de 2009, Etiopía fue la representante del NEPAD en la cumbre del G20 celebrada en Londres, en donde se trataba el tema de la grave crisis económica mundial.